# 불퇴법아라한
불퇴법아라한(不退法阿羅漢)은 불교의 성자들 중 아라한의 한 부류를 일컫는 말로서, 현생의 연근(練根: 근기의 단련)에 의하지 않고 선천적으로 부동(不動) 즉 물러나지 않음[不退]의 종성(種性: 기본 성질, 소질)을 가진 아라한을 말한다. 전생에서 부동법아라한의 경지에 도달한 이가 현생에서 불퇴법아라한이 된다.
줄여서 불퇴법(不退法)이라고도 하며, 《성실론》제1권에서는 불퇴상아라한(不退相阿羅漢) 또는 불퇴상(不退相)이라 이름하고 있다.
《아비달마구사론》제25권에 따르면, 퇴법아라한 · 사법아라한 · 호법아라한 · 안주법아라한 · 감달법아라한 · 부동법아라한의 6종아라한 중 마지막 여섯 번째의 부동법아라한이 다시 부동법아라한과 불퇴법아라한의 2가지로 나뉘어 7종아라한(七種阿羅漢) 또는 7성문(七聲聞)이 된다. 부동법아라한을 다시 부동법아라한과 불퇴법아라한의 2가지로 나누는 것은, 《아비달마구사론》의 표현에 따르자면, 선후의 차별[後先別]에 의한 것이다. '선후의 차별[後先別]'에서 선(先)은 선천적으로 즉 현생에 태어날 때 부동 또는 불퇴의 종성을 가지고 태어난 부동법아라한이라는 것을 뜻하고,  후(後)는 후천적으로 즉 연근(練根: 근기의 단련)에 의해 퇴법아라한 · 사법아라한 · 호법아라한 · 안주법아라한 · 감달법아라한에서 부동법아라한으로 종성이 변화되었다는 것을 뜻한다.
불퇴법아라한(不退法阿羅漢)은 다음의 분류 또는 체계에 속한다.
- 아라한의 한 부류이다.
- 퇴법아라한 · 사법아라한 · 호법아라한 · 안주법아라한 · 감달법아라한 · 부동법아라한의 6종아라한(六種阿羅漢) 중 부동법아라한에 속한다.
- 퇴법아라한 · 사법아라한 · 호법아라한 · 안주법아라한 · 감달법아라한 · 부동법아라한 · 불퇴법아라한의 7종아라한(七種阿羅漢) 또는 7성문(七聲聞) 중의 하나이다.
- 《중아함경》제30권 제127경〈복전경〉(福田經)과 《아비담감로미론》상권에 나오는 9무학(九無學) 중의 하나이다. 《아비담감로미론》의 불퇴법(후천적 무퇴성)과 부동법(선천적 무퇴성)은 각각 현대 사전과 《중아함경》의 부동법(후천적 무퇴성)과 불퇴법(선천적 무퇴성)에 해당한다.[7][8]

| 순서 | 현대 사전[9]   | 중아함경 복전경[10][11] | 아비담감로미론[12][13]  |
| 1    | 퇴법(退法)     | 사법(思法)              | 퇴법(退法)              |
| 2    | 사법(思法)     | 승진법(昇進法) = 감달법 | 불퇴법(不退法) = 부동법 |
| 3    | 호법(護法)     | 부동법(不動法)          | 사법(思法)              |
| 4    | 안주법(安住法) | 퇴법(退法)              | 수법(守法) = 호법       |
| 5    | 감달법(堪達法) | 불퇴법(不退法)          | 주법(住法) = 안주법     |
| 6    | 부동법(不動法) | 호법(護法)              | 능진법(能進法) = 감달법 |
| 7    | 불퇴법(不退法) | 실주법(實住法) = 안주법 | 부동법(不動法) = 불퇴법 |
| 8    | 혜해탈(慧解脫) | 혜해탈(慧解脫)          | 혜해탈(慧解脫)          |
| 9    | 구해탈(俱解脫) | 구해탈(俱解脫)          | 구해탈(俱解脫)          |
- 《아비달마구사론》제25권에 나오는 9무학(九無學) 중의 하나이다.[14][15][16][17]
  1. 퇴법아라한(退法阿羅漢)
  2. 사법아라한(思法阿羅漢)
  3. 호법아라한(護法阿羅漢) = 수법아라한(守法法阿羅漢)
  4. 안주법아라한(安住法阿羅漢) = 실주법아라한(實住法阿羅漢) = 주법아라한(住法阿羅漢) 
  5. 감달법아라한(堪達法阿羅漢) = 승진법아라한(昇進法阿羅漢) = 능진법아라한(能進法阿羅漢)
  6. 부동법아라한(不動法阿羅漢)
  7. 불퇴법아라한(不退法阿羅漢)
  8. 독각(獨覺)
  9. 대각(大覺) = 불(佛)
- 《성실론》제1권에 나오는 9무학(九無學) 중의 하나이다.[18][19]
  1. 퇴상아라한(退相阿羅漢)
  2. 수상아라한(守相阿羅漢)
  3. 사상아라한(死相阿羅漢)
  4. 가진상아라한(可進相阿羅漢)
  5. 주상아라한(住相阿羅漢)
  6. 불괴상아라한(不壞相阿羅漢)
  7. 혜해탈상아라한(慧解脫相阿羅漢)
  8. 구해탈상아라한(俱解脫相阿羅漢)
  9. 불퇴상아라한(不退相阿羅漢)
- 18유학(十八有學)과 9무학(九無學)을 통칭하는 27현성(二十七賢聖) 중의 하나이다.

## 경론별 설명

### 중아함경
T01n0026_p0616a17║居士！云何九無學人？思法、昇進法、不

T01n0026_p0616a18║動法、退法、不退法、護法——護則不退不護則退、

T01n0026_p0616a19║實住法、慧解脫、俱解脫，是謂九無學人。」
거사여, 어떤 것이 9무학인인가? 사법(思法) · 승진법(昇進法) · 부동법(不動法) · 퇴법(退法) · 불퇴법(不退法) · 호법(護法)一보호하면 물러나지 않고 보호하지 않으면 물러난다 · 실주법(實住法) · 혜해탈(慧解脫) · 구해탈(俱解脫)이니, 이것을 9무학인9)이라고 한다.
9) 무학인(無學人：阿羅漢)의 위계에 9종의 차별이 있다. 첫째 퇴법(退法)이란 질병 등의 특별한 인연이 닥치면 곧 얻었던 과(果)를 잃어버리는 자이니 아라한 중 가장 근기가 둔한 자이다. 둘째 사법(思法)이란 얻은 아라한과를 잃게 될까 두려워 자살하여 얻은 과를 지키려는 자이다. 셋째 호법(護法)이란 얻은 법에서 물러나지 않도록 보호하고 지키지만 만일 조금만 나태해도 곧 물러나고 잃어버리게 되는 자이다. 넷째 실주법(實住法)이란 특별한 인연이 없으면 물러나지도 않고 또 특별한 인연이 없으면 앞으로 나아가지도 않는 자이다. 다섯째 승진법(昇進法)이란 수행을 능히 감내해 움직이지 않는 경지를 빨리 증득하는 자이다. 여섯째 부동법(不動法)이란 어떤 역경계를 만나더라도 수행의 의지와 갖가지 삼매의 인연이 부서지지 않는 자이다. 일곱째 불퇴법(不退法)이란 어떤 역경을 만나더라도 얻은 법의 공덕을 잃지 않는 자이다. 여덟째 혜해탈(慧解脫)이란 지혜를 방해하는 번뇌를 끊어 지혜의 자유를 얻은 자이다. 아홉째 구해탈(俱解脫)이란 선정과 지혜를 방해하는 모든 번뇌를 끊어 심해탈(心解脫)과 혜해탈(慧解脫)을 모두 성취한 자를 말한다.

 — 《중아함경》제30권 제127경〈복전경〉(福田經). 한문본 & 한글본

### 아비달마구사론
T29n1558_p0131b10║諸無學位補特伽羅。

T29n1558_p0131b11║總有幾種。由何差別。頌曰。

T29n1558_p0131b12║ 七聲聞二佛 差別由九根

T29n1558_p0131b13║論曰。居無學位聖者有九。謂七聲聞及二

T29n1558_p0131b14║覺者。退法等五不動分二。後先別故名七聲

T29n1558_p0131b15║聞。獨覺大覺名二覺者。由下下等九品根

T29n1558_p0131b16║異令無學聖成九差別。
온갖 무학위의 보특가라에는 모두 몇 가지의 종류가 있으며, 어떠한 차별에 의한 것인가?
게송으로 말하겠다.
일곱 가지 성문과 두 가지 부처가 있으니,

이러한 차별은 9품의 근기에 의한 것이다.

七聲聞二佛

差別由九根
논하여 말하겠다. 무학위에 머물고 있는 성자에는 아홉 가지가 있으니, 이를테면 일곱 가지의 성문과 두 가지의 각자(覺者)가 바로 그것이다.  일곱 가지의 성문이란 퇴법 등의 다섯 종성과 부동법―이를 둘로 나눈 것은 선후의 차별이 있기 때문이다―을 말하며,54) 두 가지 각자란 독각(獨覺)과 대각(大覺)을 말하는 것으로, 근기에 하하품 등의 9품의 차이가 있음으로 말미암아 무학의 성자에 아홉 가지 차별이 있게 된 것이다.
54) 선(先)의 부동이란 근기의 단련에 의하지 않고 선래(先來) 본득(本得)의 부동을 말하며, 후(後)의 부동이란 근기의 단련에 의해 부동이 된 아라한을 말한다. 주32) 참조.

32) 즉 이근자가 획득한 부동의 종성을 불퇴법이라고 하며, 둔근자가 근기를 닦아 획득하는 부동의 종성을 부동법이라고 한다.

 — 《아비달마구사론》제25권. 한문본 & 한글본

### 아비담감로미론
《아비담감로미론》의 불퇴법(후천적 무퇴성)은 현대 사전과 《중아함경》의 부동법(후천적 무퇴성)에 해당한다.

T28n1553_p0973c01║云

T28n1553_p0973c02║何退法。軟智軟精進。五退具中行退道果。是

T28n1553_p0973c03║謂退法。
무엇을 퇴법(退法: 법에서 물러남)이라 하는가? 둔한 지혜와 둔한 정진을 말한다. 다섯 가지 물러나는 일[五退具]145) 가운데서 행하여 도의 과보에서 물러나는 것이다. 이를 퇴법이라 한다.
145) 아라한에서 물러나는 다섯 가지 인연을 말한다. 첫째는 많은 일을 다루는 것[常營事]이고, 둘째는 모든 희론을 즐기는 것[常誦習經業]이고, 셋째는 투쟁을 좋아하는 것[恒和諍訟]이고, 넷째는 좋아서 먼 길을 떠도는 것[遠行]이고, 다섯째는 신체에 항상 병이 많은 것[長病]이다.

 — 《아비담감로미론》상권. 한문본 & 한글본. 한글본은 편집자가 일부 수정

T28n1553_p0973c03║云何不退法。利智勤精進。五退具中

T28n1553_p0973c04║不行不退道果。是謂不退法
무엇을 불퇴법(不退法: 법에서 물러서지 않는 것)이라 하는가? 예리한 지혜와 부지런한 정진을 말한다. 다섯 가지 물러나는 일 가운데서 행하여 도의 과보에서 물러나지 않는 것이다. 이를 불퇴법이라 한다.

 — 《아비담감로미론》상권. 한문본 & 한글본. 한글본은 편집자가 일부 수정
《아비담감로미론》의 부동법(선천적 무퇴성)은 현대 사전과 《중아함경》의 불퇴법(선천적 무퇴성)에 해당한다.

T28n1553_p0973c09║云何不動法。利根大勤精進。先時得

T28n1553_p0973c10║不動善。是不動法。
무엇을 부동법(不動法)이라 하는가? 예리한 근기[根, 특히 지혜와 선정력]와 매우 부지런한 정진을 말한다. 선천적으로 득한 부동(不動)의 선함, 이를 부동법이라 한다.

 — 《아비담감로미론》상권. 한문본 & 한글본. 한글본은 편집자가 일부 수정

### 성실론
T32n1646_p0246c13║不退相者。

T32n1646_p0246c14║所得功德盡無退失。如經中說。佛語比

T32n1646_p0246c15║丘。若我弟子以床輿我。我先所得盡無退

T32n1646_p0246c16║失。
불퇴상(不退相: 잃어지지 않는 모습)이라 함은 얻어진 공덕(功德, 특히 지혜와 선정력)을 모두 잃지 아니한다는 것이다. 경전 중에서 말씀하기를 부처님은 비구에게 말씀하셨다. “만일 나의 제자가 (다비를 하기 위해) 나를 상여로 들고 가게 되더라도 내가 먼저 얻은 것은 모두 잃어버리지 아니한다” 하심과 같다.

 — 《성실론》제1권. 한문본 & 한글본. 한글본은 편집자가 일부 수정